# Muxagata (Fornos de Algodres)
Muxagata is een plaats (freguesia) in de Portugese gemeente Fornos de Algodres en telt 248 inwoners (2001).